# The Undercurrent (film fra 1919)
The Undercurrent er en amerikansk stumfilm fra 1919 af Wilfrid North.

## Medvirkende
- Betty Blythe som Mariska
- Vera Boehm som Jack Duncan
- Frederick Buckley som Paris Thann
- Marguerite Courtot som Fanny Brett
- Sally Crute som Sylvia Loring